# Fort Langley
Fort Langley ist eine unselbständige Siedlung (Neighbourhood) mit rund 2700 Einwohnern im Distrikt Langley, British Columbia, Kanada. Der Ort liegt am Fraser River, etwa 40 km östlich von Vancouver.

## Geschichte
Die Ansiedlung ist aus dem 1839 angelegten historischen Handelsposten Fort Langley National Historic Site der Hudson’s Bay Company hervorgegangen. Benannt wurde der Handelsposten nach Thomas Langley, dem ehemaligen Direktor der Hudson Bay Company (1800–30).
Im Fort wurde 1858 die Kronkolonie British Columbia ausgerufen, weshalb Fort Langley sich als Geburtsort der heutigen Provinz bezeichnet.

## Wirtschaft
Die Wirtschaft des Ortes beruhte lange auf Forstwirtschaft, das große Sägewerk von Interfor schloss jedoch 1990. Heute lebt der Ort von Tourismus, Kultur und Landwirtschaft. Viele Einwohner sind Pendler nach Vancouver, Langley und anderen Zentren in der Region Metro Vancouver. Fort Langley ist über den Trans-Canada-Highway und die Bahnlinie Vancouver–Edmonton der Canadian National Railway zu erreichen.